# Гусяча шкіра

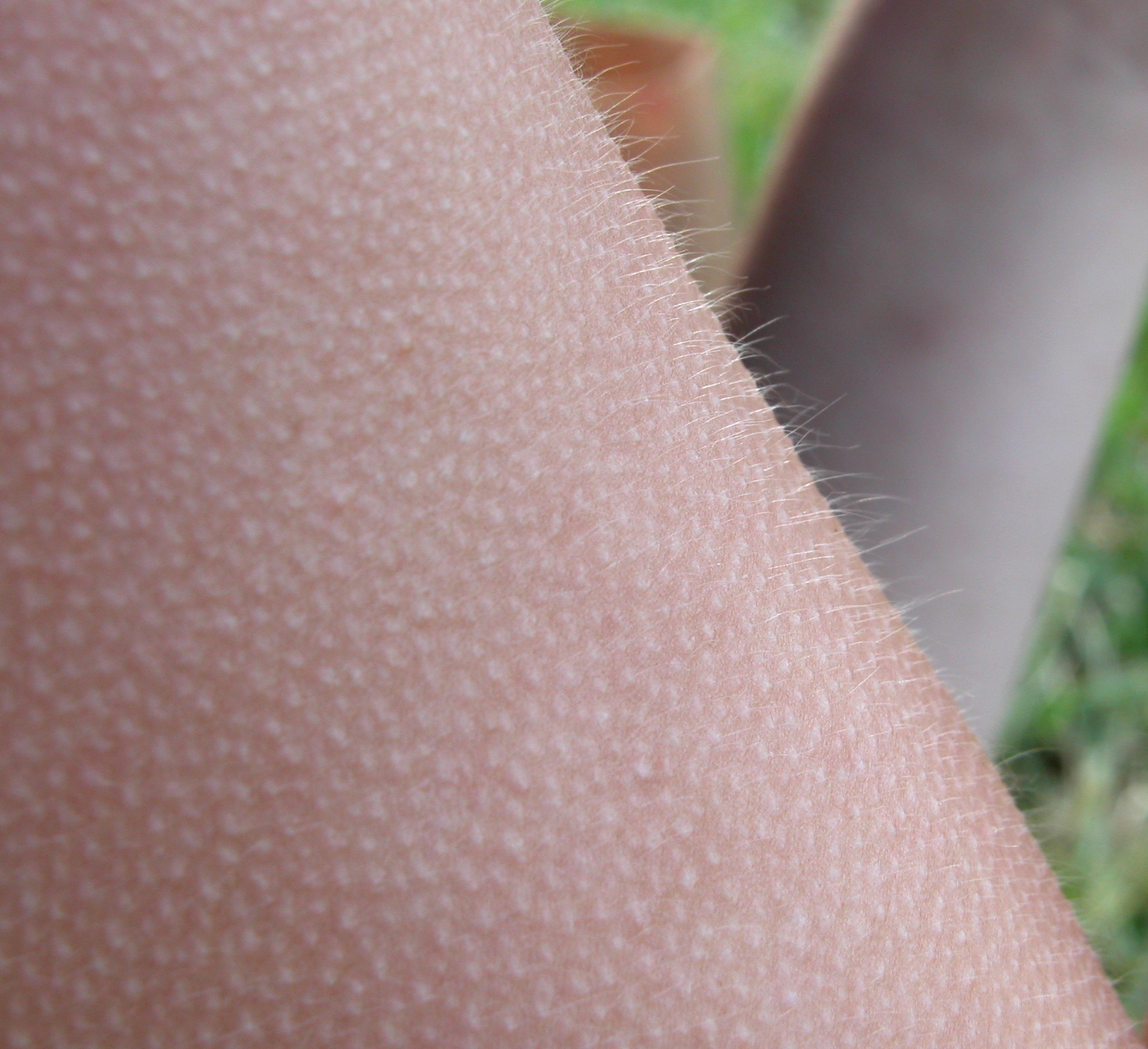
«Гусяча шкіра»

Гу́сяча шкі́ра (лат. cutis anserina), також розм. си́роти — це невеликі пухирці біля основи волосся на шкірі, які мимоволі виникають, коли людині холодно або вона відчуває сильні почуття, такі як страх або благоговіння, захоплення чи статеве збудження. Відчуття, яке виникає при появі «гусячої шкіри», зазвичай описують словами: «мурашки по шкірі побігли» або «волосся стало дибки», «пішли си́роти шкірою».
Також гусяча шкіра — це просторічна назва шкіряного захворювання фолікулярний гіперкератоз, що проявляється в надмірному зроговінні шкіри.

## Фізіологія
Рефлекс, що призводить до виникнення «гусячої шкіри», називається  піломоторним рефлексом. У результаті стимуляції сентизивних периферичних нервів, що виходять безпосередньо з спинного мозку, відбувається збудження вегетативних периферичних нервових закінчень, які відповідають за скорочення гладкої мускулатури волосяних фолікулів. Скорочуючись, м'язи фолікулів піднімають волоски (пілоерекція).
Піломоторний рефлекс притаманний не тільки людям, а також багатьом іншим ссавцям. При реакції на холод підняті волоски сприяють тому, що прогрітий тілом шар повітря затримується при поверхні шкіри. При реакції на небезпеку піднята шерсть робить тварин зовні більш масивними і надає страхітливого вигляду. Така реакція часто спостерігається у шимпанзе, у наляканих або роздратованих мишей, кішок, псів. Їжатець відомий яскравим проявом піломоторного рефлексу, в результаті якого колючки (видозмінене волосся) на його спині піднімаються у разі виникнення небезпеки.
У людей ефект пілоерекції часто може бути викликаний не тільки холодом чи страхом, але й іншими сильними емоціями, як проявляються, наприклад, при прослуховуванні чудової музики, або, навпаки, скреготу крейди по дошці або металу по склу, почуттям задоволення або насолоди, сексуальним збудженням тощо. Пилоерекція в людей є рудиментарним рефлексом. Так як на людському тілі достатньо довгий волосяний покрив є тільки в окремих місцях, рефлекс не має практичного сенсу.

## Етимологія
Назва «гусяча шкіра» справді походить від порівняння з шкірою гусей. Пір'я в гусей виростають з ущільнень в надшкір’ї, які мають схожість з людськими волосяними фолікулами. Після того, як гусяче пір'я висмикують, на їх місці залишаються виступи.